# 吉田豊 (法学者)
吉田 豊（よしだ ゆたか、1933年 - ）は、日本の・弁護士。民法学者。東京学芸大学及び中央大学名誉教授。東京都出身。川村泰啓門下。
東京都立日比谷高等学校卒業。1958年中央大学法学部卒業。1963年同大学院法学研究科博士課程単位取得満期退学。同法学部助手。1967年松山商科大学経済学部専任講師。1971年東京学芸大学教育学部助教授。1979年同教育学部教授。1989年中央大学法学部教授。東京学芸大学名誉教授。2004年中央大学定年退職。同名誉教授。弁護士登録（第一東京弁護士会所属）。桐蔭横浜大学法科大学院客員教授（ - 2007年）。
2007年　中央大学　法学博士　論文の題は「手付の研究」。

## 著書
- 『民法総則講義』（中央大学出版部 2000年）
- 小林一俊と共著『民法総則』（酒井書店 1997年初版・2000年第2版）
- 『手付の研究』（中央大学出版部 2005年）